# Đại diện tỷ lệ
Đại diện tỷ lệ, còn được gọi là đại diện đầy đủ, là một dạng của hệ thống đầu phiếu nhằm mục đích cân bằng giữa phần trăm phiếu bầu mà các nhóm ứng viên giành được trong các cuộc bầu cử và số ghế họ nhận được (thường thấy ở bộ phận lập pháp). Tự thân đại diện tỷ lệ là một nguyên tắc dân chủ hơn là một hệ thống bầu cử. Nó thường tương phản với hệ thống đầu phiếu đa số tương đối (plurality voting system), nơi sự phân chia cử tri thành nhiều khu vực bầu cử dẫn đến việc phân bổ ghế không theo tỷ lệ, ví dụ như nguyên tắc người về đích đầu tiên.
Có một số hình thức đại diện tỷ lệ, như đại diện tỷ lệ theo danh sách đảng (party-list proportional representation), nơi các nhóm ứng viên tương ứng ứng trực tiếp với các danh sách ứng viên từ các đảng chính trị. Một loại khác là lá phiếu khả nhượng đơn (single transferable vote), nơi không phụ thuộc vào sự tồn tại của các đảng.
Cũng có một số hệ thống bầu cử cử khác được cải biến từ đại diện tỷ lệ như lá phiếu không thể chuyện nhượng đơn (single non-transferable vote) và đầu phiếu tích lũy. Chúng không phải là đại diện tỷ lệ đúng nghĩa, mà là các hệ thống đại diện cho thiểu số. Người ta tách các ứng viên của một đảng ra theo tỷ lệ, và kết quả là số ghế sẽ tỷ lệ hơn.

## Chính phủ liên hiệp
Nếu một nước có nhiều đảng có đại diện đầy đủ, thì một đảng nào đó sẽ khó giành được đa số phiếu cũng như ghế. Chính vì thế, sự liên kết giữa hai đảng, hay nhiều hơn, hình thành. Cũng có khi có chính quyền thiểu số. Đảng hay nhiều đảng đó nắm giữ một nửa hoặc ít hơn số ghế, nhưng được cho phép cầm quyền một khi đa số đồng ý với hành động của họ.

## Lịch sử
Đại diện tỉ lệ do Victor D'Hondt người Bỉ khởi xướng từ cuối thế kỷ 19. Victor Considérant, một người theo chủ nghĩa xã hội không tưởng, cũng đề cập đến trong cuốn sách viết năm 1892. Bỉ là nước đầu tiên áp dụng đại diện tỉ lệ theo danh sách cho nghị viện của mình vào năm 1900; và nhiều nước khác cũng áp dụng hình thức này từ Đệ Nhất Thế Chiến. Đan Mạch là nước đầu tiên sử dụng hình thức Lá phiếu Khả chuyển Đơn vào năm 1857, nhưng hệ thống này không được nước khác áp dụng. Hình thức bầu cử này cũng được người Anh phát hiện độc lập, nhưng lại bị nghị viện Anh từ chối áp dụng. Tuy nhiên lại được Tasmania áp dụng vào năm 1907 và nó được các nước khác noi theo.
Đại diện tỷ lệ được sử dụng nhiều hơn hệ thống đầu phiếu đa số. Nó được đa số các nước châu Âu dùng, và được dùng để bầu tất cả các thành viên của Nghị viện châu Âu.

## Các cách thức đại diện tỷ lệ
Có nhiều hình thức đại diện tỉ lệ khác nhau, mỗi hình thức đạt được hoặc mức độ đại diện cao hơn hoặc kết quả quyết định cao hơn.

### Hệ thống danh sách đảng trong một khu vực bầu cử đa thành viên
Mỗi đảng liệt kê ứng viên của họ tùy theo quyết định ưu tiên của đảng đó. Trong một danh sách kín, cử tri chọn ra một danh sách, không phải một ứng viên. Trong một danh sách mở, tùy theo mô hình, cử tri có thể bầu cho một, hay nhiều ứng viên trong danh sách.
- Hệ thống này được dùng ở Israel (toàn quốc chỉ có một khu vực bầu cử theo danh sách kín), Nam Phi, ở Nghị viện châu Âu Liên minh châu Âu, theo danh sách kín; các quốc gia Brasil, Hà Lan, Cộng hòa Congo, và Phần Lan theo danh sách mở.

### Hệ thống thành viên phụ, hệ thống thành viên hỗn hợp
Main articles: Hệ thống thành viên phụ - Đại diện tỷ lệ thành viên hỗn hợp
Hệ thống bầu cử hỗn hợp kết hợp giữa hai hệ thống tỷ lệ và hệ thống ghế phân chia theo khu vực, nhằm thu được ưu điểm của chúng. Hệ thống hỗn hợp thường hữu ích với những quốc gia có dân số lớn, bởi vì nó cân bằng được các cơ chế bầu cử tập trung vào các vấn đề quốc gia hoặc địa phương. Nó được dùng ở những quốc gia khác nhau về thực trạng kinh tế, văn hóa, xã hội, địa lý như Bolivia, Đức, México và Vương quốc Anh.

### Lá phiếu khả chuyển đơn trong một khu vực bầu cử nhiều thành viên
Phương pháp đại diện tỷ lệ này dùng một hệ thống đầu phiếu ưu tiên để quyết định kết quả của một cuộc bầu cử.
Một cử tri bỏ phiếu hai hay nhiều hơn hai đại diện cho một khu vực bầu cử. Kết quả là một cử tri chiếm tỷ lệ lớn hơn cử tri thành viên đơn. Các đảng có khuynh hướng đề cử nhiều ứng viên có thể thắng: các đảng lớn có thể đưa ra số ứng viên bằng với số ghế, trong khi các đảng nhỏ hơn có rất ít ứng viên. Một ứng viên thắng cử phải nhận được một quota (hạn ngạch), bằng tổng số phiếu bầu cho mình chia cho số ứng viên được bầu cộng với một. Có rất ít ứng viên thắng ở lần đếm lần đầu. Ở lần đếm thứ hai, nếu một ứng viên thắng cử thì số phiếu dư ra (vượt quá hạn ngạch) được chuyển cho lựa chọn thứ nhì của cử tri của ứng viên đó; mặt khác, ứng viên ít phiếu nhất được loại ra và số phiếu của ứng viên đó được phân phối lại dựa vào lần chọn thứ hai. Nếu có hơn một ứng viên không nhận đủ phiếu sau khi được chuyển phiếu từ ứng viên ít phiếu nhất, thì họ cũng bị loại luôn.
Quy trình này tiếp tục cho đến khi tất ghế được điền đầy. Mặc dầu quy trình đếm phức tạp, nhưng rõ ràng và hầu hết sự lựa chọn của các cử tri nhận được ít nhất một lần được tham khảo.
- Hệ thống này được dùng ở các nước như Australia, Cộng hòa Ireland, Bắc Ireland, Scotland, và New Zealand.

## Hệ thống đa đảng và hệ thống tỷ lệ trung tâm
Các hệ thống bầu cử dựa trên đại diện tỷ lệ có khuynh hướng dẫn đến kết quả đa đảng, là kết quả của việc thành lập chính phủ liên hiệp.
Nếu một hệ thống bầu cử và các cơ chế cho việc thành lập một chính phủ liên hiệp cũng có xu hướng ủng hộ cho một đảng trung tâm tồn tại thì nhìn tổng thể, hệ thống đó được gọi là "hệ thống đa đảng đại diện tỷ lệ trung tâm". Nếu một hệ thống có xu hướng dẫn đến việc phân chia thành hai khối (mỗi khối là một thể liên hiệp, và không có đảng nào lấn át hẳn) thì nó không được xem là hệ thống (trên cơ sở) trung tâm mà là biến thể đa đảng của hệ thống lưỡng đảng.

## Nhược điểm
Trên quan điểm toán học, nhược điểm chính của Đầu phiếu Khả chuyển Đơn, hay các hệ thống tương tự dựa trên xếp hạng ưu tiên, có xu hướng dẫn đến khuyết điểm là một ứng viên có thể thất bại trong khi người đó có thể thắng nếu không có các phiếu thêm vào.
Trên thực tế, hệ thống tỉ lệ có khuynh hướng cho ra kết quả với những đặc tính khác nhau, ít nhất là so với hệ thống đa nguyên truyền thống. Có nghĩa là, nó có thể tạo ra những đảng hay ứng cử viên chỉ quan tâm đến những vấn đề nhỏ lẻ. Chính vì thế, có chỉ trích rằng nếu một cơ quan lập pháp có những nhóm người bè phái thì thường khó nhất trí với nhau đối với một số vấn đề nhất định.
Nhiều hệ thống tỷ lệ có quy định ngưỡng để giảm thiểu những nhược điểm trên. Ở những hệ thống này, chỉ những đảng có đủ phần trăm số phiếu tối thiểu mới đại diện được.

## Danh sách các quốc gia sử dụng đại diện tỷ lệ
Dưới đây là danh sách các quốc gia đang dùng đại diện tỷ lệ.
| Quốc gia              | Hình thức                                          |
| --------------------- | -------------------------------------------------- |
| Algérie               | Danh sách đảng                                     |
| Angola                | Danh sách đảng                                     |
| Australia             | Lá phiếu khả chuyển đơn ở thượng viện              |
| Austria               | Danh sách đảng, ngưỡng tối thiểu 4%                |
| Argentina             | Danh sách đảng                                     |
| Bỉ                    | Danh sách đảng, ngưỡng tối thiểu 5%                |
| Bolivia               | Theo tỷ lệ thành viên hỗn hợp, ngưỡng tối thiểu 3% |
| Brazil                | Danh sách đảng                                     |
| Bulgaria              | Danh sách đảng, ngưỡng tối thiểu 4%                |
| Burkina Faso          | Danh sách đảng                                     |
| Burundi               | Danh sách đảng, ngưỡng tối thiểu 2%                |
| Cambodia              | Danh sách đảng                                     |
| Cape Verde            | Danh sách đảng                                     |
| Colombia              | Danh sách đảng                                     |
| Costa Rica            | Danh sách đảng                                     |
| Croatia               | Danh sách đảng                                     |
| Cyprus                | Danh sách đảng                                     |
| Czech Republic        | Danh sách đảng                                     |
| Denmark               | Danh sách đảng                                     |
| Dominican Republic    | Danh sách đảng                                     |
| Equatorial Guinea     | Danh sách đảng                                     |
| Estonia               | Danh sách đảng                                     |
| Finland               | Danh sách đảng                                     |
| Đức                   | Theo tỷ lệ thành viên hỗn hợp                      |
| Hy Lạp                | Danh sách đảng                                     |
| Guinea-Bissau         | Danh sách đảng                                     |
| Guyana                | Danh sách đảng                                     |
| Hungary               | Theo tỷ lệ thành viên hỗn hợp                      |
| Iceland               | Danh sách đảng                                     |
| Indonesia             | Danh sách đảng                                     |
| Ireland               | Lá phiếu khả chuyển đơn                            |
| Israel                | Danh sách đảng                                     |
| Italy                 | Theo tỷ lệ thành viên hỗn hợp                      |
| Nhật Bản              | Danh sách đảng                                     |
| Latvia                | Danh sách đảng                                     |
| Lesotho               | Theo tỷ lệ thành viên hỗn hợp                      |
| Liberia               | Danh sách đảng                                     |
| Liechtenstein         | Danh sách đảng                                     |
| Luxembourg            | Danh sách đảng                                     |
| Malta                 | Lá phiếu khả chuyển đơn                            |
| México                | Theo tỷ lệ thành viên hỗn hợp                      |
| Moldova               | Danh sách đảng                                     |
| New Zealand           | Theo tỷ lệ thành viên hỗn hợp                      |
| Namibia               | Danh sách đảng                                     |
| Hà Lan                | Danh sách đảng                                     |
| Netherlands Antilles  | Danh sách đảng                                     |
| New Caledonia         | Danh sách đảng                                     |
| Nicaragua             | Danh sách đảng                                     |
| Norway                | Danh sách đảng                                     |
| Northern Cyprus       | Danh sách đảng                                     |
| Paraguay              | Danh sách đảng                                     |
| Peru                  | Danh sách đảng                                     |
| Poland                | Danh sách đảng                                     |
| Bồ Đào Nha            | Danh sách đảng                                     |
| România               | Theo tỷ lệ thành viên hỗn hợp                      |
| San Marino            | Danh sách đảng                                     |
| Sao Tome and Principe | Danh sách đảng                                     |
| Scotland              | Theo tỷ lệ thành viên hỗn hợp                      |
| Slovakia              | Danh sách đảng                                     |
| Slovenia              | Danh sách đảng                                     |
| South Africa          | Danh sách đảng                                     |
| Hàn Quốc              | Danh sách đảng                                     |
| Tây Ban Nha           | Danh sách đảng                                     |
| Sri Lanka             | Danh sách đảng                                     |
| Suriname              | Danh sách đảng                                     |
| Thụy Điển             | Danh sách đảng                                     |
| Thụy Sĩ               | Danh sách đảng                                     |
| Taiwan                | Danh sách đảng                                     |
| Thổ Nhĩ Kỳ            | Danh sách đảng                                     |
| Uruguay               | Danh sách đảng                                     |
| Venezuela             | Theo tỷ lệ thành viên hỗn hợp                      |